# Transaero

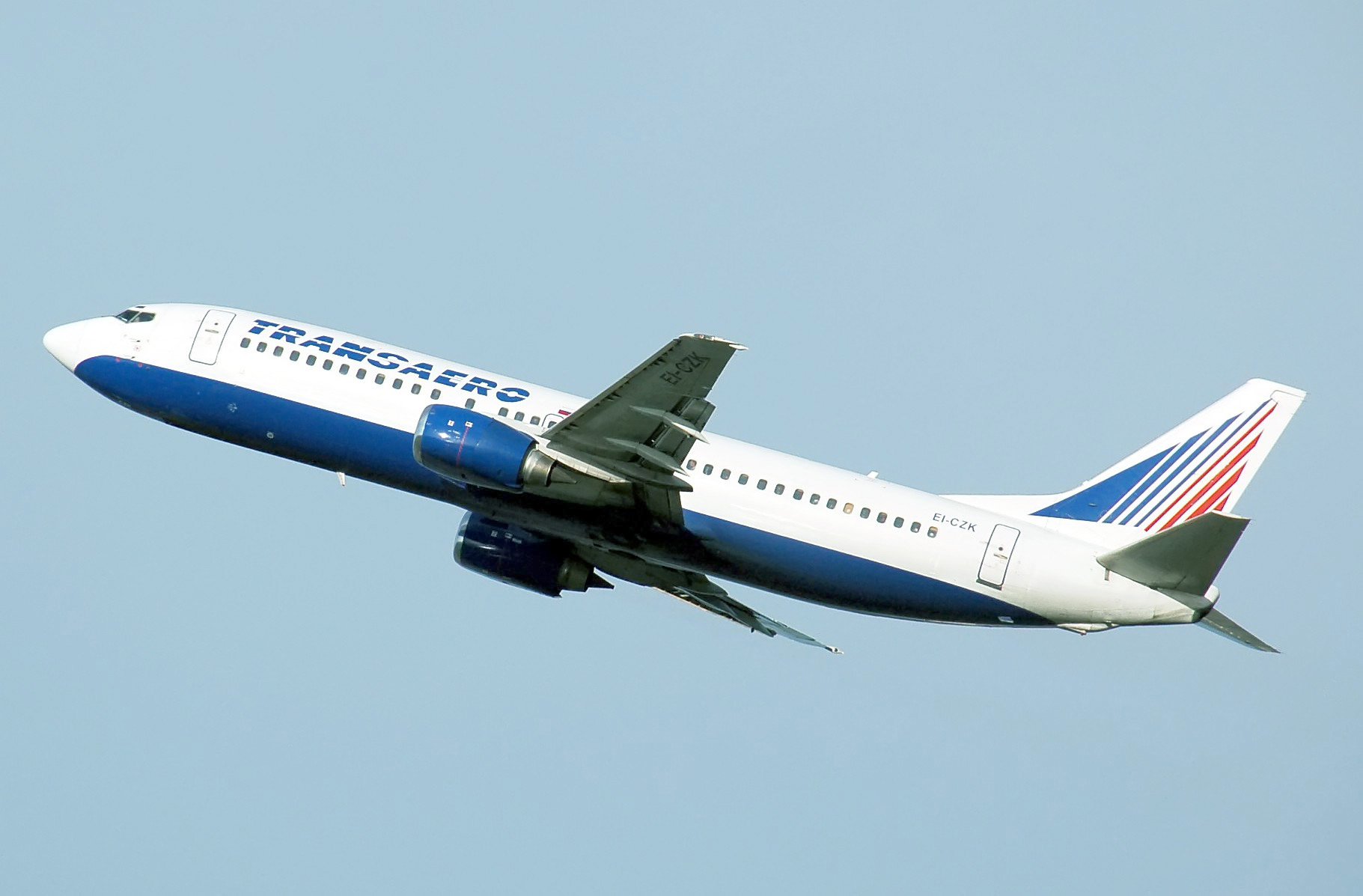
Boeing 737-400 po starcie z lotniska Heathrow

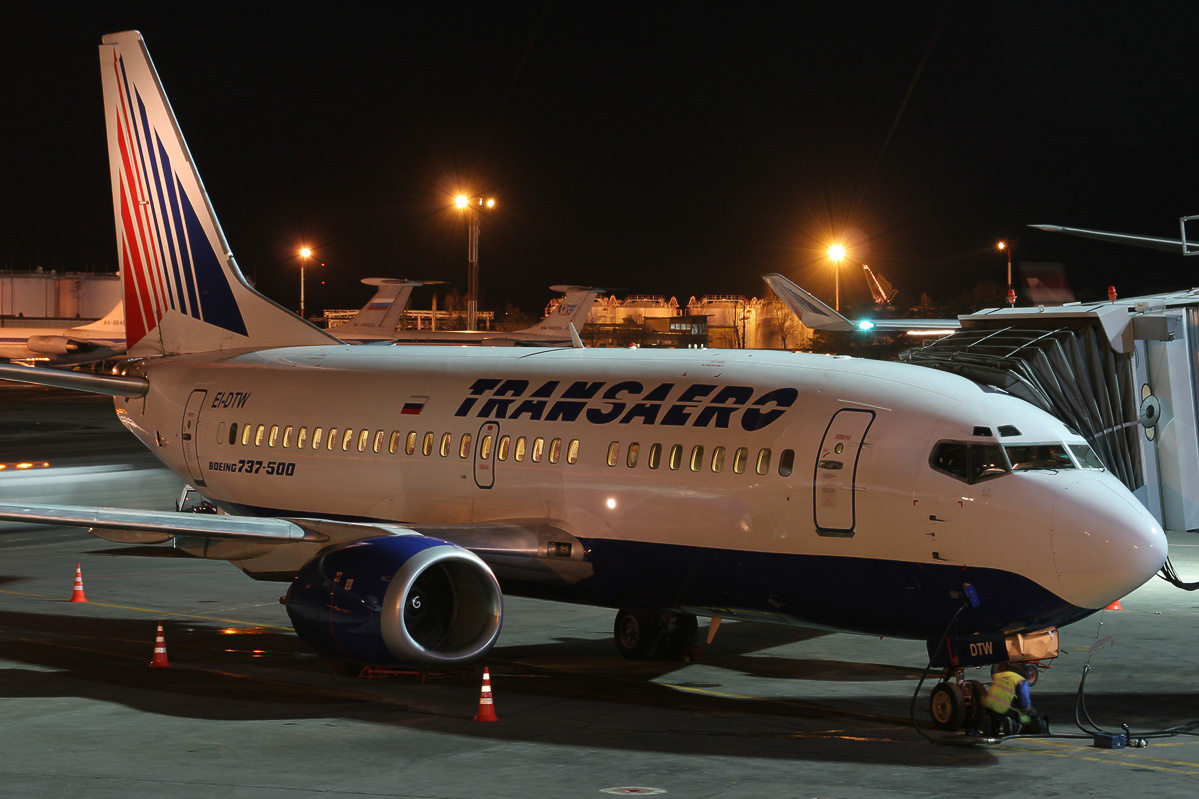
Boeing 737-500 na moskiewskim lotnisku Domodiedowo

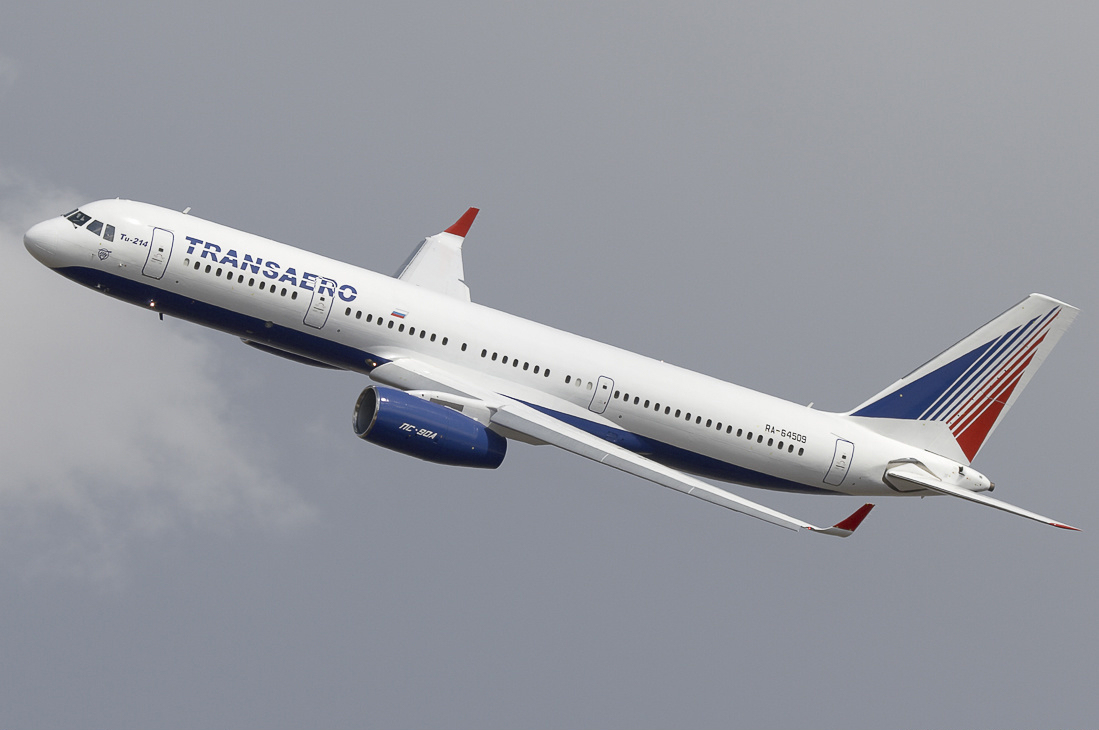
Tupolew TU-214 po starcie z lotniska w Kazaniu

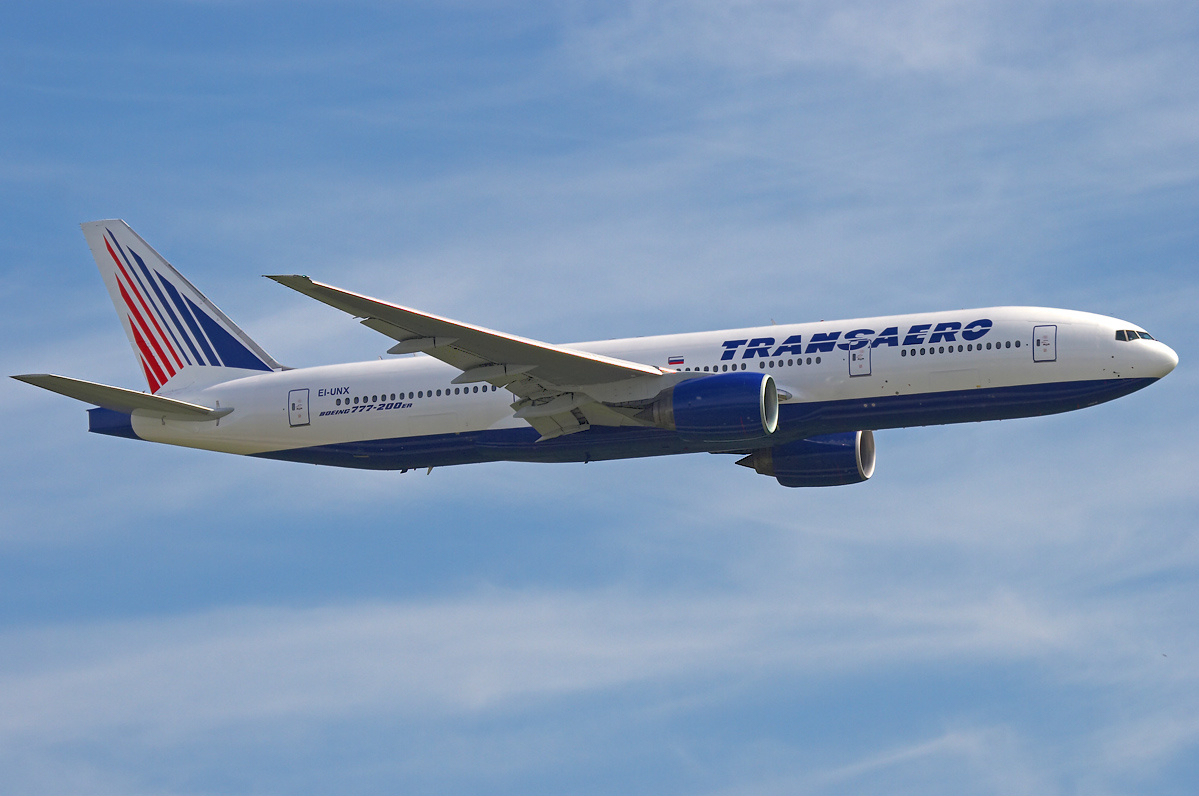
Boeing-777-200ER

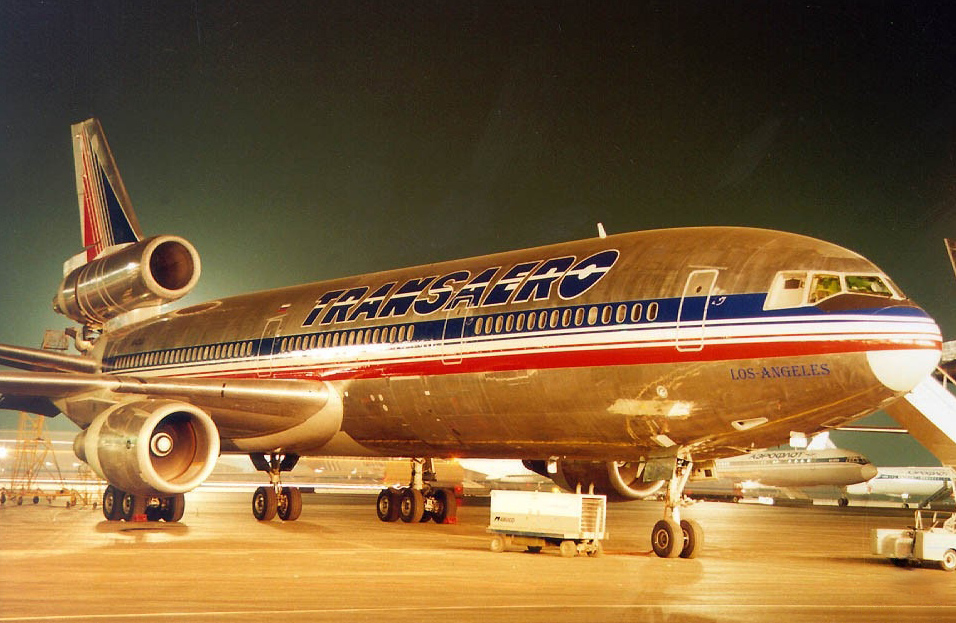
Wycofany samolot DC-10

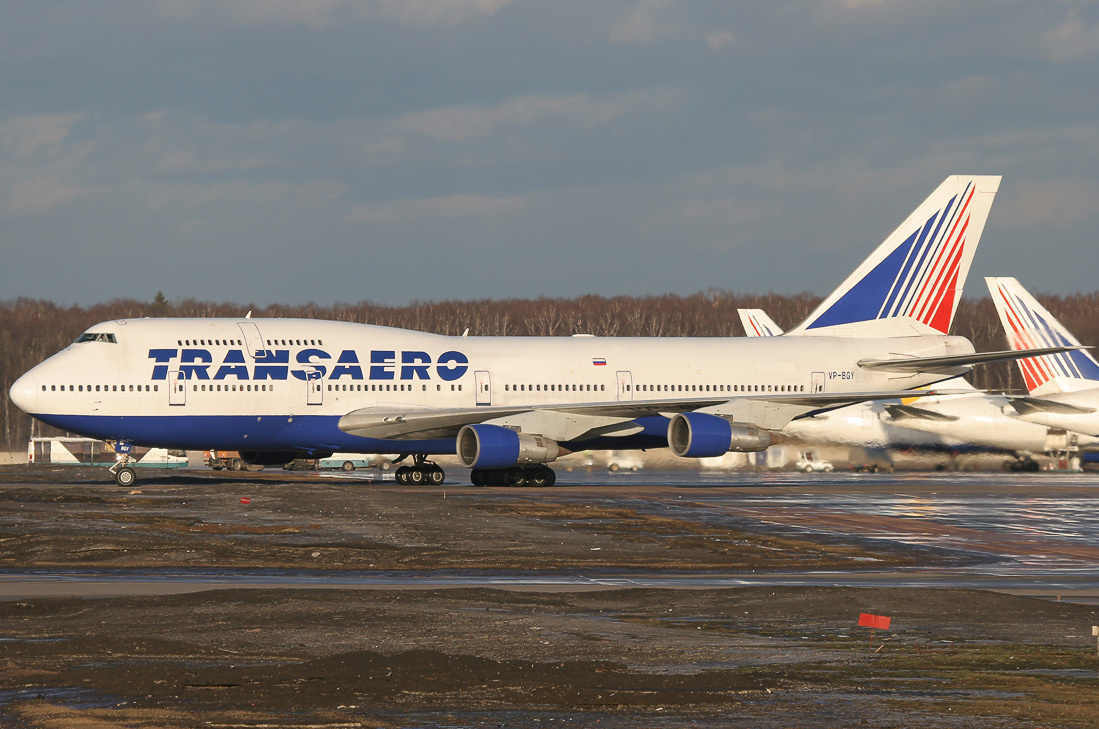
Boeing 747-300 na lotnisku w Domodiedowo w Moskwie

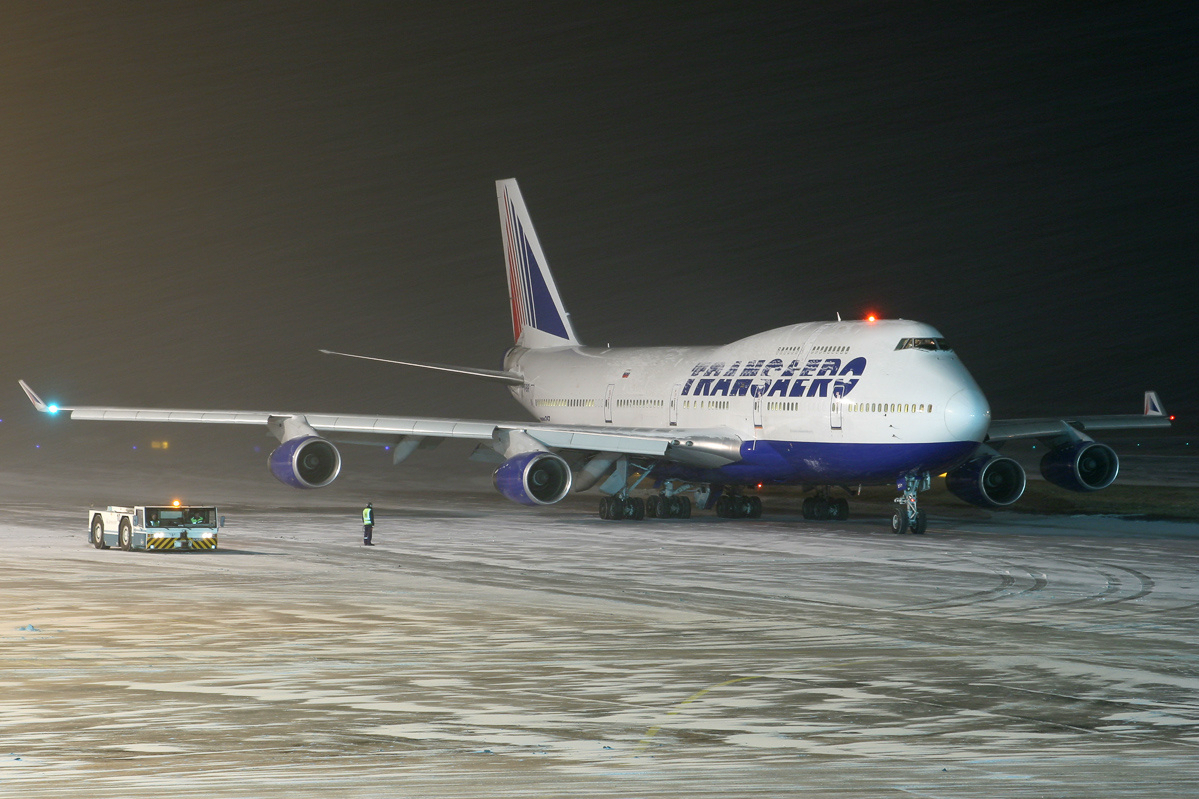
Boeing-747-400

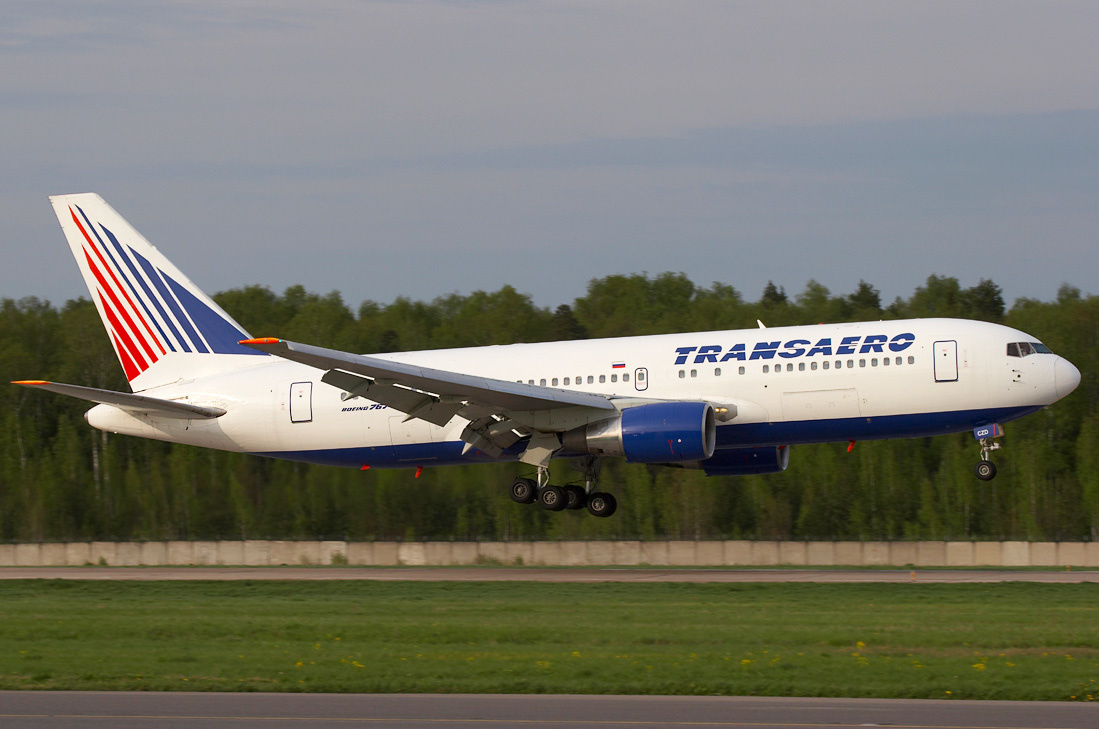
Boeing-767-200ER

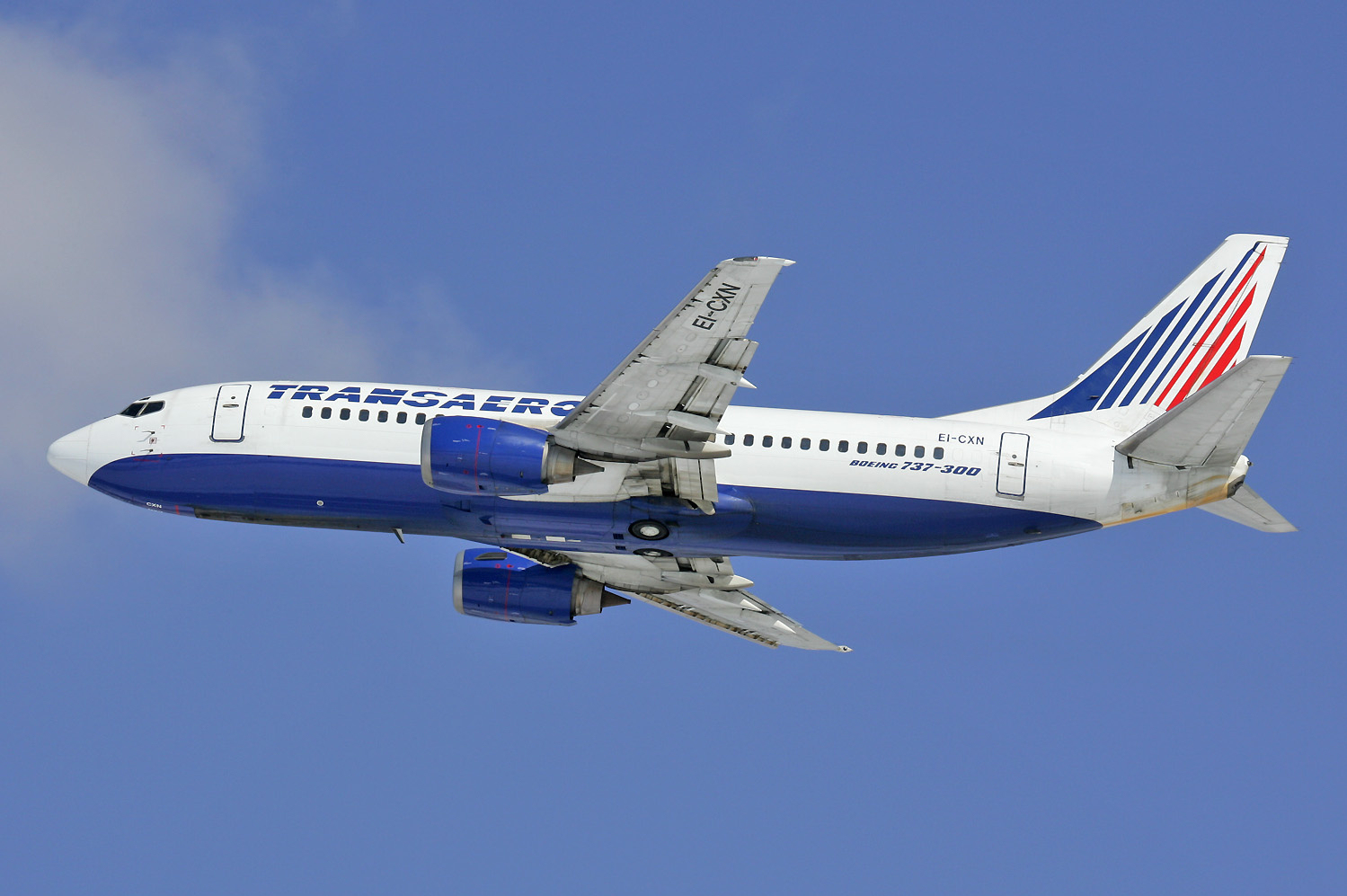
Boeing 737-300

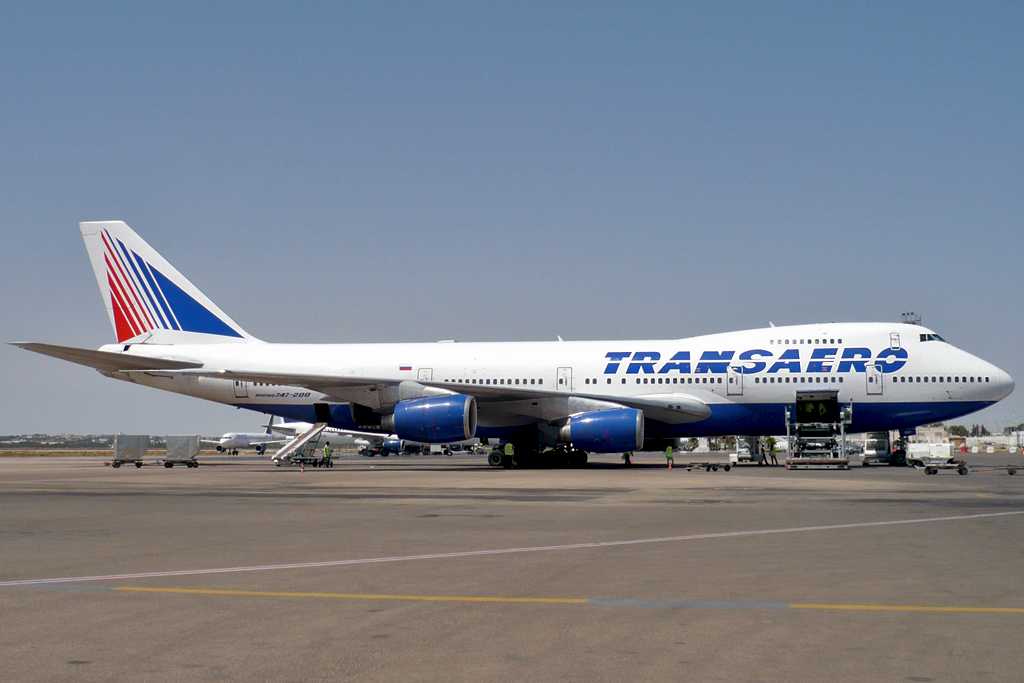
Boeing 747-200 na płycie lotniska w Monastyrze

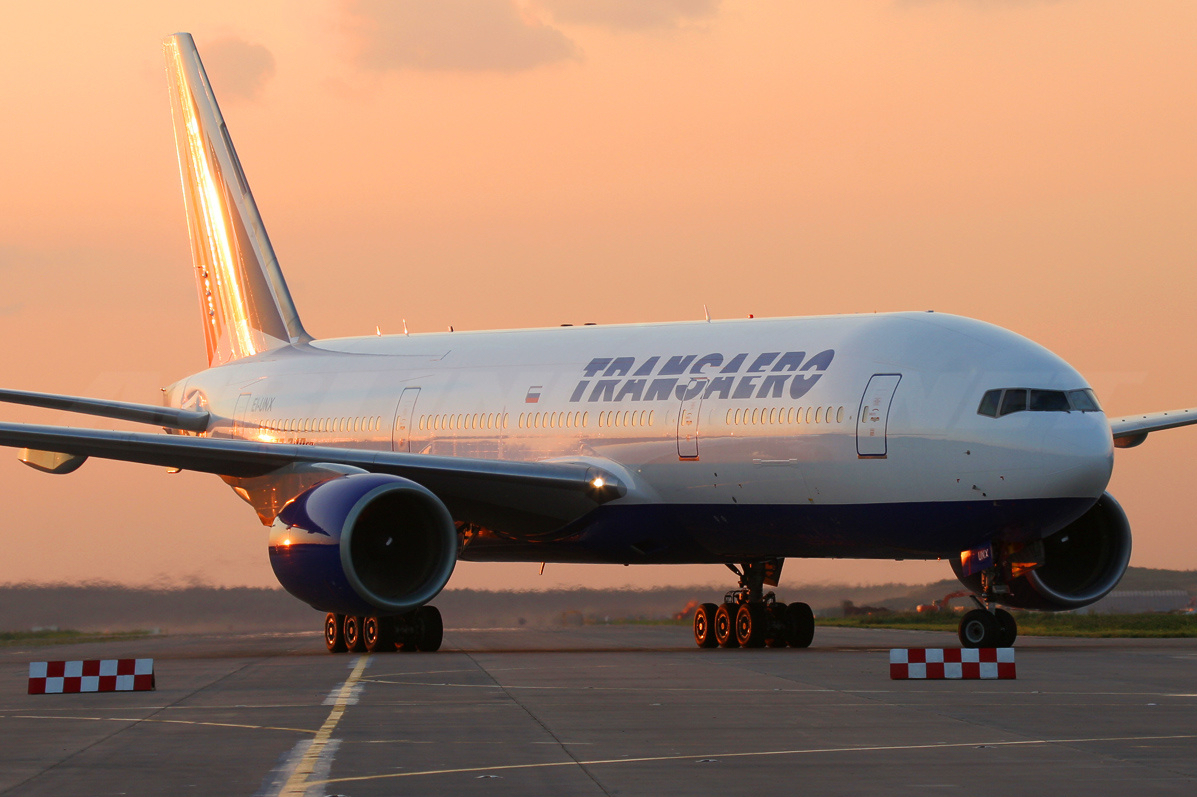
Boeing 777

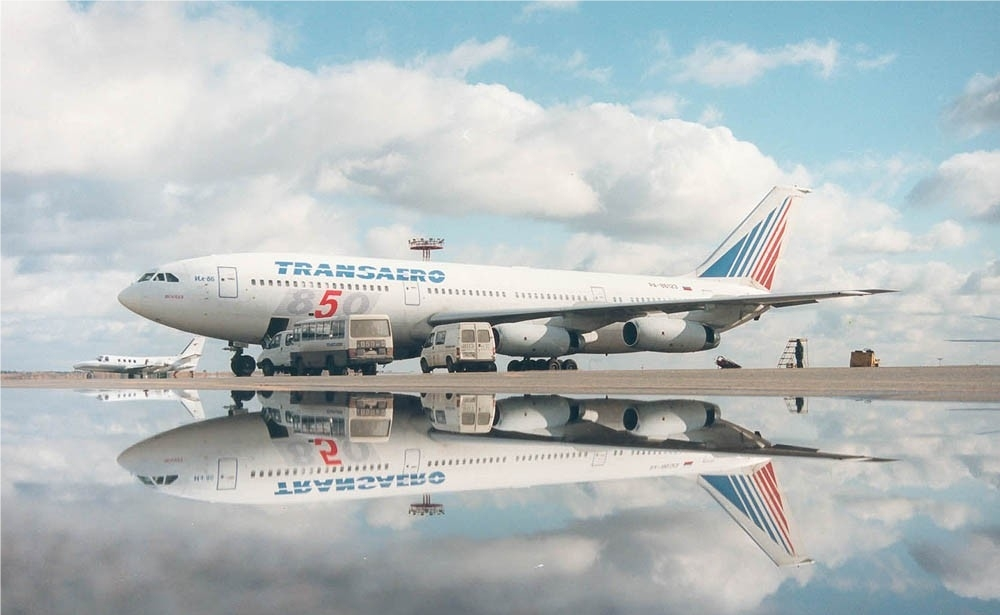
Ił-86 – samoloty tego typu zostały wycofane przez Transaero

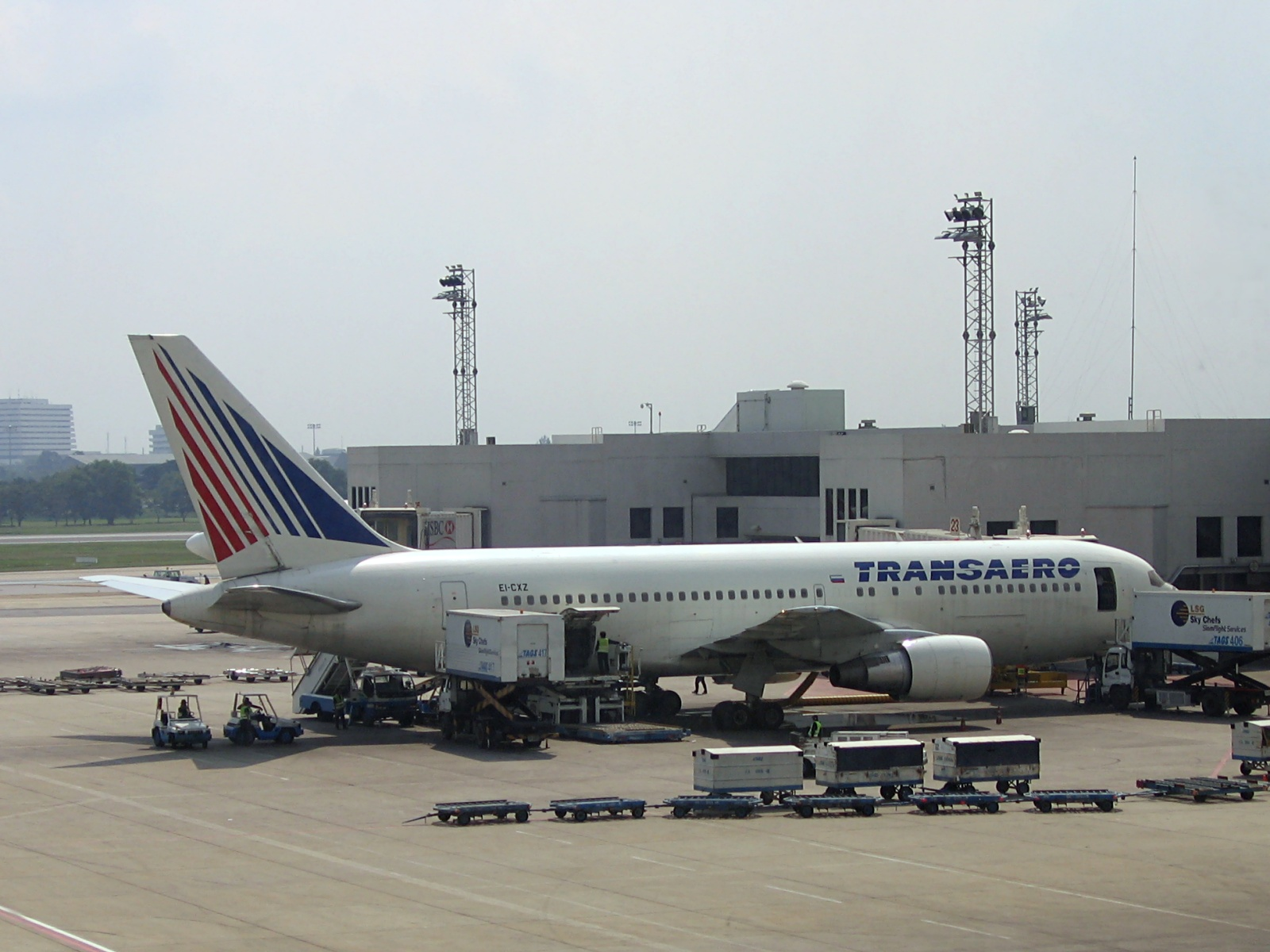
Boeing 767 na lotnisku w Bangkoku

Transaero (ros. Трансаэро) – byłe rosyjskie linie lotnicze z siedzibą w Moskwie. Obsługiwały połączenia krajowe, do Afryki, Azji, Europy i Ameryki Północnej, jak również połączenia czarterowe. Głównym hubem był port lotniczy Domodiedowo, natomiast portem zapasowym port lotniczy Szeremietiewo. Linie zakończyły działalność 26 października 2015.

## Historia
Spółka Akcyjna Transaero powstała w dniu 28 grudnia 1990. Przewoźnik operował tylko na trasach czarterowych samolotami wydzierżawionymi od Aerofłotu. Transaero był drugim, za Aerofłotem rosyjskim przewoźnikiem, który został dopuszczony do obsługi połączeń regularnych. Pierwsze połączenie czarterowe przewoźnik otworzył 5 listopada 1991 na trasie:
- Moskwa – Tel Awiw

W lipcu 1992 Transaero otrzymał własne samoloty Ił-86. Przewoźnik w styczniu 1993 uruchomił pierwsze połączenie krajowe na trasie:
- Moskwa – Norylsk

Kolejnymi kierunkami, otwartymi przez Transaero z Moskwy były:
- Kijów
- Soczi
- Ałmaty

W tym samym roku, przewoźnik przekształcił połączenie do Tel Awiwu z czarterowego, w połączenie rejsowe.
W latach 1993–1994 Transaero zaczął operować zachodnimi maszynami. Pierwsze tego typu maszyny we flocie przewoźnika to:
- Boeing 737-200
- Boeing 757-200

Transaero był również pierwszą rosyjską linią lotniczą, która zaczęła korzystać z programu lojalnościowego, który pojawił się w Transaero w 1995. W 1997 linia otrzymała certyfikat CAA. W grudniu 1998 Transaero otworzył połączenie z Moskwy na lotnisko Londyn-Gatwick. W następnych latach przewoźnik wprowadzał kolejne typy samolotów:
- Boeing 737-300
- Boeing 737-400
- Boeing 737-700
- Boeing 767-200
- Boeing 767-300

W 2003 Transaero składa zamówienie na 10 samolotów Tu-214. W 2005 Transaero dodaje do floty pasażerskie samoloty Boeing 747, i staje się pierwszym przewoźnikiem w Rosji, który użytkuje tego typu samoloty. Pierwszy egzemplarz wyleasingowany od linii Virgin Atlantic Airways, obsługiwał rejsy do Tel Awiwu, oraz czartery do kurortów wypoczynkowych.
W maju 2005 Transaero rozpoczął rejsy między Moskwą a Montrealem, a w 2006 do kanadyjskiej siatki połączeń Transaero dodał również kierunek do Toronto.
W październiku 2009 Austrian Airlines i Transaero Airlines zawarły umowę code-share w Moskwie, porozumienie obejmowało trasę z Wiednia do Moskwy.
W kwietniu 2010 roku, linie Transaero zaaranżowały leasing 9 Boeingów 747-400 należących wcześniej do Japan Airlines, które zostały wprowadzone do floty w latach 2010–2012, a w grudniu 2010 roku ogłoszono, że linie zwiększają zamówienie do 12 sztuk. W październiku 2010 roku Transaero uruchomił loty do Pekinu, Miami i Nowego Jorku. To oznaczało powrót Transaero do Stanów Zjednoczonych. Pekin stał się drugim kierunkiem obsługiwanym w Chinach po Sanya.
W 2011 roku Transaero otrzymały 4 samoloty Boeing 777-300, które wcześniej należały do Singapore Airlines. Również w 2011 roku linie złożyły zamówienie na 4 Boeingi 787 oraz 4 Boeingi 747-8, w tym samym roku zawarto też porozumienie na zakup 4 Airbusów A380.
W dniu 29 kwietnia 2012 wznowiono loty między Moskwą i Los Angeles, wykorzystując 777-200ER. W 2013 roku linie przewiozły prawie 12,5 mln osób i posiadały 98 samolotów.
W 2014 roku zaczęły się problemy finansowe linii lotniczej. Wraz z gwałtownym spadkiem wartości rubla i jego dewaluacją, zmniejszeniu uległa liczba rosyjskich pasażerów latających na zagranicznych trasach. Konsekwencją problemów była decyzja Aerofłotu o zakupie za symbolicznego 1 rubla 75% udziałów w Transaero. Jednakże 2 października 2015 Aeroflot wycofał swoją ofertę, twierdząc, że porozumienie z Transaero nie zostało osiągnięte w terminie. W tym samym dniu dług linii wzrósł do 3,9 mld euro (260 mld rubli), a Transaero ogłosiło, że zamierza zakończyć wszystkie operacje lotnicze w dniu 15 grudnia 2015 w obliczu nieuchronnego bankructwa. Aeroflot ogłosił wkrótce po tym chęć przejęcia 34 samolotów użytkowanych przez Transaero, z czego 20 to modele dalekodystansowe. Po tej informacji linie zawiesiły sprzedaż biletów oraz drastyczne zmniejszono liczbę oferowanych połączeń.
W dniu 20 października 2015 roku linie S7 Airlines ogłosiły, że są zainteresowane zakupem 50 procent udziałów upadających linii lotniczych. Transakcja nie doszła jednak do skutku, natomiast w dniu 24 października 2015 roku rosyjskie władze ogłosiły, że certyfikat przewoźnika lotniczego Transaero zostanie cofnięty w terminie 48 godzin. Jak uzasadniono, zadłużenie Transaero sprawia, że dalsze działanie linii stanowiłoby realne zagrożenie dla pasażerów. Część tras zagranicznych przewoźnika została przejęta przez Aerofłot, co wiązało się ze zobowiązaniem zatrudnienia 6385 byłych pracowników Transaero.
Przed zamknięciem linie rozpoczęły przebazowywanie swojej floty na lotnisko Teruel w Hiszpanii. Wśród przebazowanych samolotów znalazło się 6 z 9 Boeingów 747 oraz prawie połowa floty średniego zasięgu składająca się z samolotów Boeing 737. Ostatni lot Transaero odbył się pomiędzy lotniskiem Sokol w pobliżu Magadanu a Portem lotniczym Moskwa-Wnukowo w dniu 26 października 2015.

## Linie partnerskie
- – Austrian Airlines (Star Alliance)
- – Belavia
- – EgyptAir (Star Alliance)
- – BMI British Midland (Star Alliance)
- – Japan Airlines (Oneworld)
- – S7 Airlines (Oneworld)
- – Singapore Airlines (Star Alliance)

## Kierunki

### Ameryka Północna
- Kanada
  - Toronto – Port lotniczy Toronto-Lester B. Pearson
- Meksyk
  - Cancún – Port lotniczy Cancún (czarter)

#### Karaiby
- Dominikana
  - Punta Cana – Port lotniczy Punta Cana (czarter)

### Afryka
- Egipt
  - Hurghada – Port lotniczy Hurghada (czarter)
  - Szarm el-Szejk – Port lotniczy Szarm el-Szejk (czarter)
- Tunezja
  - Monastyr – Port lotniczy Monastyr (czarter)

### Azja

#### Azja Środkowa
- Kazachstan
  - Aktau – Port lotniczy Aktau
  - Ałmaty – Port lotniczy Ałmaty
  - Astana – Port lotniczy Nur-Sułtan
  - Atyrau – Port lotniczy Atyrau
  - Karaganda – Port lotniczy Karaganda
  - Kustanaj – Port lotniczy Kustanaj
  - Orał – Port lotniczy Orał Ak Żoł
  - Szymkent – Port lotniczy Szymkent

#### Azja Wschodnia
- Chiny
  - Pekin – Port lotniczy Pekin
  - Sanya – Port lotniczy Sanya-Phoenix (czarter)
- Hongkong
  - Port lotniczy Hongkong

#### Azja Południowa
- Indie
  - Goa – Port lotniczy Goa (czarter)
- Malediwy
  - Male – Port lotniczy Male (czarter)

#### Azja Południowo-Wschodnia
- Indonezja
  - Denpasar – Port lotniczy Denpasar (czarter)
- Tajlandia
  - Bangkok – Port lotniczy Bangkok-Suvarnabhumi
  - Phuket – Port lotniczy Phuket (czarter)

#### Azja Południowo-Zachodnia
- Cypr
  - Pafos – Port lotniczy Pafos (sezonowo)
- Izrael
  - Tel Awiw-Jafa – Port lotniczy Ben Guriona

### Europa
- Austria
  - Wiedeń – Port lotniczy Wiedeń-Schwechat
  - Salzburg – Port lotniczy Salzburg (czarter)
- Francja
  - Lyon – Port lotniczy Lyon-Saint-Exupéry (czarter)
- Hiszpania
  - Barcelona – Port lotniczy Barcelona
  - Teneryfa – Port lotniczy Aeropuerto de Tenerife Sur (czarter)
- Niemcy
  - Berlin – Port lotniczy Berlin-Tegel
  - Frankfurt – Port lotniczy Frankfurt
- Rosja
  - Anadyr – Port lotniczy Anadyr
  - Anapa – Port lotniczy Anapa
  - Błagowieszczeńsk –
  - Irkuck – Port lotniczy Irkuck
  - Kazań – Port lotniczy Kazań
  - Chabarowsk – Port lotniczy Chabarowsk
  - Chanty-Mansyjsk – Port lotniczy Chanty-Mansyjsk
  - Krasnodar – Port lotniczy Krasnodar
  - Krasnojarsk – Port lotniczy Krasnojarsk
  - Magadan Sokol Airport
  - Moskwa
    - Port lotniczy Domodiedowo (hub)
    - Port lotniczy Szeremietiewo (hub)

  - Nowosybirsk – Port lotniczy Nowosybirsk-Tołmaczowo
  - Omsk – Port lotniczy Omsk
  - Pietropawłowsk Kamczacki – Port lotniczy Pietropawłowsk Kamczacki
  - Petersburg – Port lotniczy Petersburg-Pułkowo
  - Samara – Port lotniczy Samara
  - Soczi – Port lotniczy Soczi-Adler
  - Symferopol – Port lotniczy Symferopol
  - Tomsk – Port lotniczy Tomsk
  - Ufa – Port lotniczy Ufa
  - Władywostok – Port lotniczy Władywostok
  - Jakuck – Port lotniczy Jakuck
  - Jekaterynburg – Port lotniczy Jekaterynburg
  - Jużnosachalińsk – Port lotniczy Jużnosachalińsk
- Ukraina
  - Kijów – Port lotniczy Kijów-Boryspol
  - Odessa – Port lotniczy Odessa
  - Symferopol – Port lotniczy Symferopol
- Wielka Brytania
  - Londyn – Port lotniczy Londyn-Heathrow
- Turcja
  - Antalya – Port lotniczy Antalya

## Wycofane samoloty
- Airbus A310
- An-124
- Boeing 737-200
- Boeing 737-700
- Boeing 757-200
- Iljuszyn Ił-86
- McDonnell Douglas DC-10

## Wypadki
Linie lotnicze Transaero podczas 20 lat istnienia na rynku lotniczym nie doznały żadnych poważniejszych wypadków i incydentów, jako jedne z niewielu rosyjskich linii lotniczych.